# JavaOne
JavaOne is een jaarlijkse conferentie (sinds 1996), opgericht door Sun Microsystems om te discussiëren over de programmeertaal Java en aanverwante technologieën.
JavaOne gaat meestal door in het Moscone Center in San Francisco tussen april en juni. De conferentie begint gewoonlijk op een zondag en duurt tot en met vrijdag. 
Technische sessies worden gedurende de dag gehouden. 's Avonds is er ruimte voor de zogenaamde Birds of a Feather (BOF) sessies in het 
Moscone Center en hotels in de omgeving. BOF sessies zijn gericht op een bepaald aspect van de Java technologie en zijn ook beperkt in de tijd. 
De Europese tegenhanger van JavaOne is Devoxx.